# 加拿大数学公开挑战赛
加拿大数学公开挑战赛（英语：Canadian Open Math Challenge）是一个年度的加拿大数学比赛，由加拿大数学协会主办，以促进数学研究，帮助改进加拿大中小学的数学教学，并鼓励支持数学和数学教育的发展。比赛一般在10月下旬举行。高得分者将会被邀请参加加拿大数学奥林匹克，是加拿大数学国家队的第一轮选拔。

## 参赛资格
加拿大数学公开挑战赛只允许在加拿大中学就读的学生参加考试，而且要求在参加考试的当年6月30日年龄必须小于19岁。比赛可以通过老师注册，也可以自行注册。考试不限地点，只需满足以下条件：
1. 在整个比赛期间，必须在CMS批准的官方监考考试的学校或地点接受监督。
2. 不允许使用手机、或其他电子设备。
3. 2.5小时的作答时间，必须在预定考试日期当地时间上午8点至晚上8点之间开始和结束。

## 题目安排
挑战赛总共80分，並分為三部分，分別是：
1. 4个初级问题，每题4分，无需过程，但是如果写了过程，但是答案是错的，可以给予部分的分数。
2. 4个挑战题，每题6分，无需过程，但是如果写了过程，但是答案是错的，可以给予部分的分数。
3. 4个解答题，每题10分。必须写出完整的过程。如果写了过程，但是答案是错的，可以给予部分的分数。

## 奖项
整个比赛有两个分区，分别为加拿大分区和世界分区。
加拿大分区
每个年级的学生組別皆設有加拿大最佳奖项、省最佳奖项和地区最佳奖项类别。例如：
- 加拿大最佳成绩：加拿大所有官方参赛者（无论年级）都将争夺这一最负盛名的类别。
- 加拿大十一年级最佳：加拿大所有十一年级学生都参加这个奖项的争夺。
- 省十一年级最佳：不列颠哥伦比亚省所有十一年级学生都参加这个奖项的争夺。

世界分区
世界分区无分地區，全世界的学生都能参与，而且无分年级。前三名分别获得金，银，铜牌。

### 晋级
加拿大公民或永久居民（无论年级、居住地或上学地点）之中表现出色者将被邀请参加加拿大数学奥林匹克（CMO）。在CMO中表现出色的学生将被选入加拿大数学国家队，代表加拿大参加翌年夏天的国际数学奥林匹克。

### 奖状
前25%：卓越奖
前25%-50%：优秀奖
前50%-100%：参与奖